# Patrick Cocriamont
 (août 2021).
Si vous disposez d'ouvrages ou d'articles de référence ou si vous connaissez des sites web de qualité traitant du thème abordé ici, merci de compléter l'article en donnant les références utiles à sa vérifiabilité et en les liant à la section « Notes et références ».
Patrick Cocriamont est un homme politique belge né à Nivelles le 21 septembre 1952
Ancien chauffeur d'autocar, il a été conseiller communal d'Anderlecht de 1994 à 2000.
Il a été député du Front National dans la circonscription électorale du Hainaut du 1er juillet 2004, en remplacement de Daniel Féret, démissionnaire le 29 juin 2004 (élu au Parlement bruxellois), au scrutin de juin 2007. À cette occasion, où il se présentait en tête de la liste Front National, il a été réélu député. Il a siégé jusqu'aux élections anticipées de juin 2010, où la débâcle du FN lui a fait perdre son siège.
Patrick Cocriamont est également conseiller communal à Charleroi depuis décembre 2006.
Depuis la démission de Daniel Huygens, il préside le Front National au sein du Bureau réunifié qui s'est reconstitué à la suite des accords conclus entre les deux clans qui se réclamaient du FN, sous le parrainage du député européen et vice-président du FN français, Bruno Gollnisch.
Patrick Cocriamont a été remplacé par Charles Pire à la présidence du FN à la suite d'un vote du Bureau politique du parti au début du mois d'avril 2011.

## Parcours politique
Militant au sein des JBJ (Jeunesses belges - Belgische jeugd), formation patriotique, royaliste et nationaliste, issue de l’aile la plus à droite du parti catholique de l’époque (CEPIC), il rejoint en 1975 le Front de la jeunesse (FJ) - Belgique, formation d’extrême droite qui sera dissoute en 1982 pour donner naissance au Parti des Forces Nouvelles (PFN) après que Cocriamont ainsi que ses principaux dirigeants subissent une condamnation pour constitution de milice privée à l’issue d’un procès retentissant.
En 1993 ce qui subsiste du PFN rejoint le Front national de Daniel Féret, dont Patrick Cocriamont devint l'un des plus fidèles lieutenants.
À la suite de l'incarcération du sénateur FN Michel Delacroix, il fonde le «Comité pour la liberté d’expression» destiné à  venir en aide à «tous les militants nationalistes victimes de procès politiques»[réf. nécessaire].
Il a défrayé la chronique en opérant le salut nazi lors de sa prestation de serment en tant que conseiller communal d'Anderlecht.
Citation : « J’entends défendre la nation, la culture, l’identité européenne, ainsi que la race.  La race est l’ensemble des caractères innés transmis héréditairement. »
Le 14 novembre 2008 le journal Le Soir annonce que le MRAX porte plainte à charge de Patrick Cocriamont pour faits de négationnisme et incitation à la haine raciste en raison de propos tenus par ce dernier au mois de mai 2007 face à un étudiant qui l'interviewait,.